# Ljunits församling
Ljunits församling är en församling i Ljunits, Herrestads, Färs och Österlens kontrakt i Lunds stift. Församlingen ligger i Ystads kommun i Skåne län och utgör ett eget pastorat.
Församlingen motsvarar västra Ystads kommun och området för Ljunits landskommun åren 1952-1970.

## Administrativ historik
Församlingen bildades år 2002 genom sammanslagning av Balkåkra församling, Snårestads församling, Skårby församling, Sjörups församling och Bjäresjö församling och Ljunits församling utgör sedan dess ett eget pastorat.

## Kyrkor
- Marsvinsholms kyrka
- Bjäresjö kyrka
- Vallösa kyrka
- Sjörups gamla kyrka
- Skårby kyrka
- Snårestads kyrka